# Anarta mausi
Anarta mausi là một loài bướm đêm trong họ Noctuidae.